# Alexandre Alves Costa
Alexandre Alves Costa GOMM (Caxias, 13 de outubro de 1918 — Brasília, 29 de agosto de 1998) foi um engenheiro civil e político brasileiro filiado ao Partido da Frente Liberal (PFL). Foi ministro da Integração Regional durante o governo Itamar Franco. Pelo Maranhão, foi vice-governador, senador por quatro mandatos, deputado federal por dois e secretário do Interior durante o governo Eugênio Barros, além de prefeito da capital São Luís.

## Biografia
Filho de Raimundo Costa Sobrinho e Emília Gonzaga Costa, graduou-se em 1948 pela Escola de Engenharia da Universidade Federal de Minas Gerais, iniciando sua carreira política pelas mãos do governador Eugênio Barros que o nomeou prefeito de São Luís (1951) e secretário do Interior e Justiça. Em 1955 foi eleito vice-governador do Maranhão pelo PSD, contudo uma grave crise política adiou sua posse para julho de 1957 no bojo de uma disputa que levou o governador interino, Alderico Machado, à renúncia. Quando assumiu seu cargo no executivo estava filiado ao PSP, legenda comandada por Ademar de Barros.
Em 1962 foi eleito suplente de deputado federal chegando a exercer o mandato por força de convocação. Após a deposição de João Goulart pelos militares em 31 de março de 1964 foi baixado o Ato Institucional Número Um e com ele a cassação de Neiva Moreira, cuja expulsão da Câmara dos Deputados deu a Alexandre Costa um mandato efetivo que foi renovado pela ARENA em 1966. Em 1970 conquistou seu primeiro mandato de senador renovado por via indireta em 1978. No governo João Figueiredo foi restaurado o pluripartidarismo e com isso migrou para o PDS, o novo partido governista.
Na eleição presidencial de 1985 votou em Paulo Maluf no Colégio Eleitoral embora fosse amigo de José Sarney, candidato a vice-presidente na chapa de Tancredo Neves. Devido à enfermidade e morte do eleito, José Sarney foi efetivado presidente da República e Alexandre Costa passou a apoiar seu governo ao ingressar no PFL reelegendo-se senador em 1986 e participando da Assembleia Nacional Constituinte que elaborou a Constituição de 1988.
Insatisfeito com o governo Fernando Collor votou pelo impeachment na sessão do Senado Federal de 29 de dezembro de 1992 e com a posse de Itamar Franco foi nomeado Ministro da Integração Regional, o que garantiu a convocação do suplente, Bello Parga. Em agosto de 1993, foi condecorado pelo presidente Itamar Franco com a Ordem do Mérito Militar no grau de Grande-Oficial especial.
Reeleito para o seu quarto mandato de senador em 1994, deixou o mandato no início da legislatura por conta de um acidente vascular cerebral, vindo a falecer vítima de pneumonia em Brasília.

## Homenagem
Em sua honra o povoado Espírito Santo, pertencente ao município de Governador Eugênio Barros, passou a se chamar Senador Alexandre Costa em 1994.